# Giancarlo Canetti
Giancarlo Canetti, född 15 juni 1945 i Udine, Italien, död 7 februari 2025 i Parignargues, var en italiensk-fransk fotbollsspelare. I Nîmes Olympique spelade han åtta säsonger i den högsta och en i den näst högsta divisionen i Frankrike. År 1972 ingick han i den trupp som kom på andra plats i den högsta divisionen. Därefter spelade han för AC Arles och avslutade sin karriär i Olympique Alès.